# Archipowka (obwód orenburski)
Archipowka (ros. Архиповка) – wieś (sieło) w Rosji, w obwodzie orenburskim, w rejonie sakmarskim. W 2010 liczyła 609 mieszkańców.